# Volitve predsednika Združenih držav Amerike 2012
57. predsedniške volitve v ZDA so potekale 6. novembra 2012. Volivci so izbrali predsednika in podpredsednika države.
Zmagal je (še drugič zapored) Demokrat Barack Obama, ki je osvojil 226 elektorskih glasov več od Republikanca Mitta Romneya.

## Rezultati
| Kandidat Predsednik / Podpredsednik | Kandidat Predsednik / Podpredsednik | Stranka          | Elektroski glasovi | Osvojene zvezne države | Število glasov | %       |
| ----------------------------------- | ----------------------------------- | ---------------- | ------------------ | ---------------------- | -------------- | ------- |
|                                     | Barack Obama / Joe Biden            | Demokrati        | 332                | 26+DC                  | 65 907 213     | 51,07%  |
|                                     | Mitt Romney / Paul Ryan             | Republikanci     | 206                | 24                     | 60 931 767     | 47,21%  |
|                                     | Gary Johnson / James Gray           | Libertarci       | 0                  | 0                      | 1 275 804      | 0,99%   |
|                                     | Jill Stein / Cheri Honkala          | Zeleni           | 0                  | 0                      | 469 501        | 0,36%   |
|                                     | Virgil Goode / Jim Clymer           | Constitution     | 0                  | 0                      | 122 001        | 0,09%   |
|                                     | Roseanne Barr / Cindy Sheenan       | Mir in svoboda   | 0                  | 0                      | 67 278         | 0,05%   |
|                                     | Rocky Anderson / Luis Rodríguez     | Sodniki          | 0                  | 0                      | 43 011         | 0,03%   |
|                                     | Tom Hoefling / Jonathan Ellis       | Ameriška stranka | 0                  | 0                      | 40 586         | 0,03%   |
|                                     | Ostali                              | Ostali           | 0                  | 0                      | 217 669        | 0,17%   |
| Skupaj                              | Skupaj                              |                  | 538                | 51                     | 129,064,662    | 100,00% |

### Prikaz rezultatov v grafu

#### Rezultati volitev
| \| Glasovi volilcev (v %) \| Glasovi volilcev (v %) \| Glasovi volilcev (v %) \| Glasovi volilcev (v %) \| Glasovi volilcev (v %) \| \| ---------------------- \| ---------------------- \| ---------------------- \| ---------------------- \| ---------------------- \| \| \| \| \| \| \| \| Obama \| Obama \| \| 51.06% \| 51.06% \| \| Romney \| Romney \| \| 47.20% \| 47.20% \| \| Johnson \| Johnson \| \| 0.99% \| 0.99% \| \| Stein \| Stein \| \| 0.36% \| 0.36% \| \| Others \| Others \| \| 0.38% \| 0.38% \| |         |  |        |        |
| Glasovi volilcev (v %) |         |  |        |        |
| |         |  |        |        |
| Obama | Obama   |  | 51.06% | 51.06% |
| Romney | Romney  |  | 47.20% | 47.20% |
| Johnson | Johnson |  | 0.99%  | 0.99%  |
| Stein | Stein   |  | 0.36%  | 0.36%  |
| Others | Others  |  | 0.38%  | 0.38%  |

#### Število elektorskih glasov
| \| Elektorski glasovi (v %) \| Elektorski glasovi (v %) \| Elektorski glasovi (v %) \| Elektorski glasovi (v %) \| Elektorski glasovi (v %) \| \| ------------------------ \| ------------------------ \| ------------------------ \| ------------------------ \| ------------------------ \| \| \| \| \| \| \| \| Obama \| Obama \| \| 61.71% \| 61.71% \| \| Romney \| Romney \| \| 38.29% \| 38.29% \| |        |  |        |        |
| Elektorski glasovi (v %) |        |  |        |        |
| |        |  |        |        |
| Obama | Obama  |  | 61.71% | 61.71% |
| Romney | Romney |  | 38.29% | 38.29% |